# Catostomus leopoldi
Catostomus leopoldi är en fiskart som beskrevs av August Siebert och Minckley, 1986. Catostomus leopoldi ingår i släktet Catostomus och familjen Catostomidae. IUCN kategoriserar arten globalt som sårbar. Inga underarter finns listade i Catalogue of Life.